# Nerdland Maandoverzicht
Nerdland Maandoverzicht is een maandelijkse Vlaamse podcast met nieuws rond wetenschap en technologie. Lieven Scheire spreekt er met een wisselend panel nerds over wat hen de voorbije maand is opgevallen in hun domein. Het is het eerste en meest bekende initiatief van het Nerdland-collectief om techniek en wetenschap tot bij het ruime publiek te brengen. 

## Geschiedenis
Op 9 maart 2017 werd de eerste aflevering gepost, deze werd als enige gepost onder de naam "Science and Tech". In de beginfase stond Lieven Scheire zelf in voor de opname, maar later liet hij de technische supervisie over aan soundproducer Els Aerts. Johnny Trash schreef de muziek van de begintune en de jingle voor enkele terugkerende rubrieken:
- Silicon Valley-nieuws: nieuws en roddels over tech-tycoons, met bijzondere aandacht voor Elon Musk, Jeff Bezos, Richard Branson en Mark Zuckerberg. Deze rubriek heette eerst "Elon Musk-nieuws", maar werd door toenemende ophef rond zijn figuur hernoemd.
- CRISPR-nieuws
- Tu-Tu-Tu-Tuum-nieuws: Nieuws met een dramatische titel dat vaak een pak minder spectaculair is dan de titel doet uitschijnen
- Dieren en hun uitwerpselen
- Recalls, waar meldingen uit vorige afleveringen worden gecorrigeerd of bijgesteld

In 2020 was de podcast uitgegroeid tot een van de populairste Belgische podcasts en was dat jaar zelfs de meest beluisterde Vlaamse podcast op Spotify.
Sinds 2021 verschijnt de podcast maandelijks op de 3de dag van de maand om 14u15, een knipoog naar het getal Pi.
In 2024 won de podcast een Kastaar! voor beste Vlaamse podcast van 2023.

## Panel
Regelmatig terugkerende panelleden zijn:
- Jeroen Baert
- Bart Van Peer
- Hetty Helsmoortel
- Natha Kerkhofs
- Kurt Beheydt
- Marian Verhelst
- Peter Berx
- Els Aerts
- Poncho de hond

## Nerdland Festival
Als uitvloeisel van de podcast vond in het eerste weekend van juni 2022 voor het eerst het Nerdland Festival plaats in domein Puyenbroeck, wat de organisatoren zelf “het grootste openlucht wetenschapsfestival” van België noemen, voor een publiek van zowat 10.000 liefhebbers van "wetenschap en de waarheid in het algemeen". Er waren tweehonderd activiteiten op tien verschillende podia, met onder andere populairwetenschappelijke onderwerpen.